# 岸本実
岸本 実、ないし、岸本 實（きしもと みのる、1908年8月25日 - 1992年2月17日）は、人口地理学を専門とする日本の地理学者。徳島大学、立正大学などで教え、立正大学名誉教授となった、日本地理学会会長も務めた。

## 生涯
徳島県徳島市沖浜町大木に生まれた。
徳島師範学校本科第1部に学び、東京高等師範学校文科第4部（歴史地理科）に進んだ。
1939年に東京文理科大学地学科地理学専攻を卒業した。
千葉県師範学校在職中に応召し、陸軍中尉として中国大陸に従軍した。1943年11月には、千葉師範学校教授となった。
戦後は、両親の求めに応じて1946年7月に帰郷し、徳島師範学校教授となり、学制改革を経て徳島大学教育学部教授となった。徳島大学在職中は、徳島県文化財保護委員などを歴任し、徳島県の郷土研究に取り組んだ。1959年には、「阿波における農民離村の地理学的研究」に より、東京教育大学から理学博士を授与された。
1963年、大学院文学研究科に地理学専攻博士課程を新設した立正大学に転じて文学部教授となり、1967年から1969年にかけては文学部長も務め、1979年に退職して名誉教授となった。
1980年から1982年にかけて、日本地理学会会長を務め、折から1980年に日本で開催された国際地理学会議にも大きく貢献した。
1982年11月には、勲三等瑞宝章に叙された。
『地理学評論』に紙碑を寄せた服部銈二郎は、岸本の風貌や性格を、「エネルギッシュではち切れるような堂々たる体躯、ざっくばらんで人懐っこい好々爺的お人柄」、「赤ら顔で、汗をかきかき、冬でもそうだが、教室の学生を圧倒させるような熱弁、ジョークをとばしながら語りかける」、「社交的で、宴席を好み、斗酒なお辞さない豪傑肌、包容力抜群」、「実行力に富み、豪放磊落」などと紹介している。

## おもな著書
- 徳島県新誌（郷土新書 36）、日本書院、1951年（後に改訂版が出ている）
- 徳島の歴史（郷土史物語 39）、世界書院、1962年
- 人口地理学、大明堂、1968年（後に「新訂人口地理学」が1980年に出ている）
- 日本の人口集積、古今書院、1968年
- 人口移動論、二宮書店、1978年
- 日本の人口特性、二宮書店、1981年[4]

このほか、1967年から刊行された青野壽郎・尾留川正平 共編『日本地誌』（全21巻）の各巻において、人口に関する記述のほとんどを執筆している。